# 各年のデンマークの一覧

デンマークの国旗

各年のデンマークの一覧（かくねんのデンマークのいちらん）は、デンマークの各年ごとの記事の一覧。この一覧ではデンマークの各年ごとの記事の他、各世紀と各年代、デンマークの各分野における各年ごとの記事についても取り扱う。

## 一覧

### 15世紀
- 1420年代
  - 1420年のデンマーク（英語版）
- 1430年代
  - 1430年のデンマーク（英語版）
- 1440年代
  - 1440年のデンマーク（英語版）

### 16世紀
- 1590年代のデンマーク（英語版）
  - 1590年のデンマーク（英語版） 1591年のデンマーク（英語版） 1592年のデンマーク（英語版） 1593年のデンマーク（英語版） 1594年のデンマーク（英語版）
  - 1595年のデンマーク（英語版） 1596年のデンマーク（英語版） 1597年のデンマーク（英語版） 1598年のデンマーク（英語版） 1599年のデンマーク（英語版）

### 17世紀
- 1600年代
  - 1604年のデンマーク（英語版） 1607年のデンマーク（英語版） 1609年のデンマーク（英語版）
- 1610年代
  - 1616年のデンマーク（英語版） 1618年のデンマーク（英語版） 1619年のデンマーク（英語版）
- 1620年代
  - 1624年のデンマーク（英語版） 1628年のデンマーク（英語版）
- 1630年代
  - 1631年のデンマーク（英語版） 1634年のデンマーク（英語版） 1639年のデンマーク（英語版）
- 1640年代
  - 1640年のデンマーク（英語版） 1641年のデンマーク（英語版） 1642年のデンマーク（英語版） 1643年のデンマーク（英語版）
  - 1645年のデンマーク（英語版） 1648年のデンマーク（英語版） 1649年のデンマーク（英語版）
- 1650年代
  - 1650年のデンマーク（英語版） 1651年のデンマーク（英語版） 1652年のデンマーク（英語版） 1653年のデンマーク（英語版） 1654年のデンマーク（英語版）
  - 1655年のデンマーク（英語版） 1656年のデンマーク（英語版） 1657年のデンマーク（英語版） 1658年のデンマーク（英語版） 1659年のデンマーク（英語版）
- 1660年代
  - 1660年のデンマーク（英語版） 1661年のデンマーク（英語版） 1662年のデンマーク（英語版） 1663年のデンマーク（英語版） 1664年のデンマーク（英語版）
  - 1665年のデンマーク（英語版） 1666年のデンマーク（英語版） 1667年のデンマーク（英語版） 1668年のデンマーク（英語版） 1669年のデンマーク（英語版）
- 1670年代
  - 1670年のデンマーク（英語版） 1671年のデンマーク（英語版） 1672年のデンマーク（英語版） 1673年のデンマーク（英語版） 1674年のデンマーク（英語版）
  - 1675年のデンマーク（英語版） 1676年のデンマーク（英語版） 1677年のデンマーク（英語版） 1678年のデンマーク（英語版） 1679年のデンマーク（英語版）

- 1680年代
  - 1680年のデンマーク（英語版） 1681年のデンマーク（英語版） 1682年のデンマーク（英語版） 1683年のデンマーク（英語版） 1689年のデンマーク（英語版）
- 1690年代
  - 1690年のデンマーク（英語版） 1691年のデンマーク（英語版） 1692年のデンマーク（英語版） 1693年のデンマーク（英語版） 1694年のデンマーク（英語版）
  - 1695年のデンマーク（英語版） 1696年のデンマーク（英語版） 1697年のデンマーク（英語版） 1698年のデンマーク（英語版）
- 1700年代
  - 1700年のデンマーク（英語版）

### 18世紀
- 1700年代
  - 1701年のデンマーク（英語版） 1702年のデンマーク（英語版） 1703年のデンマーク（英語版） 1704年のデンマーク（英語版）
  - 1705年のデンマーク（英語版） 1706年のデンマーク（英語版） 1707年のデンマーク（英語版） 1708年のデンマーク（英語版） 1709年のデンマーク（英語版）
- 1710年代
  - 1710年のデンマーク（英語版） 1711年のデンマーク（英語版） 1712年のデンマーク（英語版） 1713年のデンマーク（英語版） 1714年のデンマーク（英語版）
  - 1715年のデンマーク（英語版） 1716年のデンマーク（英語版） 1717年のデンマーク（英語版） 1718年のデンマーク（英語版） 1719年のデンマーク（英語版）
- 1720年代
  - 1720年のデンマーク（英語版） 1721年のデンマーク（英語版） 1722年のデンマーク（英語版） 1723年のデンマーク（英語版） 1724年のデンマーク（英語版）
  - 1725年のデンマーク（英語版） 1726年のデンマーク（英語版） 1727年のデンマーク（英語版） 1728年のデンマーク（英語版） 1729年のデンマーク（英語版）
- 1730年代
  - 1730年のデンマーク（英語版） 1731年のデンマーク（英語版） 1732年のデンマーク（英語版） 1733年のデンマーク（英語版） 1734年のデンマーク（英語版）
  - 1735年のデンマーク（英語版） 1736年のデンマーク（英語版） 1737年のデンマーク（英語版） 1738年のデンマーク（英語版） 1739年のデンマーク（英語版）
- 1740年代
  - 1740年のデンマーク（英語版） 1741年のデンマーク（英語版） 1742年のデンマーク（英語版） 1743年のデンマーク（英語版） 1744年のデンマーク（英語版）
  - 1745年のデンマーク（英語版） 1746年のデンマーク（英語版） 1747年のデンマーク（英語版） 1748年のデンマーク（英語版） 1749年のデンマーク（英語版）
- 1750年代
  - 1750年のデンマーク（英語版） 1751年のデンマーク（英語版） 1752年のデンマーク（英語版） 1753年のデンマーク（英語版） 1754年のデンマーク（英語版）
  - 1755年のデンマーク（英語版） 1756年のデンマーク（英語版） 1757年のデンマーク（英語版） 1758年のデンマーク（英語版） 1759年のデンマーク（英語版）
- 1760年代
  - 1760年のデンマーク（英語版） 1761年のデンマーク（英語版） 1762年のデンマーク（英語版） 1763年のデンマーク（英語版） 1764年のデンマーク（英語版）
  - 1765年のデンマーク（英語版） 1766年のデンマーク（英語版） 1767年のデンマーク（英語版） 1768年のデンマーク（英語版） 1769年のデンマーク（英語版）
- 1770年代
  - 1770年のデンマーク（英語版） 1771年のデンマーク（英語版） 1772年のデンマーク（英語版） 1773年のデンマーク（英語版） 1774年のデンマーク（英語版）
  - 1775年のデンマーク（英語版） 1776年のデンマーク（英語版） 1777年のデンマーク（英語版） 1778年のデンマーク（英語版） 1779年のデンマーク（英語版）
- 1780年代
  - 1780年のデンマーク（英語版） 1781年のデンマーク（英語版） 1782年のデンマーク（英語版） 1783年のデンマーク（英語版） 1784年のデンマーク（英語版）
  - 1785年のデンマーク（英語版） 1786年のデンマーク（英語版） 1787年のデンマーク（英語版） 1788年のデンマーク（英語版） 1789年のデンマーク（英語版）
- 1790年代
  - 1790年のデンマーク（英語版） 1791年のデンマーク（英語版） 1792年のデンマーク（英語版） 1793年のデンマーク（英語版） 1794年のデンマーク（英語版）
  - 1795年のデンマーク（英語版） 1796年のデンマーク（英語版） 1797年のデンマーク（英語版） 1798年のデンマーク（英語版） 1799年のデンマーク（英語版）
- 1800年代
  - 1800年のデンマーク（英語版）

### 19世紀
- 1800年代
  - 1801年のデンマーク（英語版） 1802年のデンマーク（英語版） 1803年のデンマーク（英語版） 1804年のデンマーク（英語版）
  - 1805年のデンマーク（英語版） 1806年のデンマーク（英語版） 1807年のデンマーク（英語版） 1808年のデンマーク（英語版） 1809年のデンマーク（英語版）
- 1810年代
  - 1810年のデンマーク（英語版） 1811年のデンマーク（英語版） 1812年のデンマーク（英語版） 1813年のデンマーク（英語版） 1814年のデンマーク（英語版）
  - 1815年のデンマーク（英語版） 1816年のデンマーク（英語版） 1817年のデンマーク（英語版） 1818年のデンマーク（英語版） 1819年のデンマーク（英語版）
- 1820年代
  - 1820年のデンマーク（英語版） 1821年のデンマーク（英語版） 1822年のデンマーク（英語版） 1823年のデンマーク（英語版） 1824年のデンマーク（英語版）
  - 1825年のデンマーク（英語版） 1826年のデンマーク（英語版） 1827年のデンマーク（英語版） 1828年のデンマーク（英語版） 1829年のデンマーク（英語版）
- 1830年代
  - 1830年のデンマーク（英語版） 1831年のデンマーク（英語版） 1832年のデンマーク（英語版） 1833年のデンマーク（英語版） 1834年のデンマーク（英語版）
  - 1835年のデンマーク（英語版） 1836年のデンマーク（英語版） 1837年のデンマーク（英語版） 1838年のデンマーク（英語版） 1839年のデンマーク（英語版）
- 1840年代
  - 1840年のデンマーク（英語版） 1841年のデンマーク（英語版） 1842年のデンマーク（英語版） 1843年のデンマーク（英語版） 1844年のデンマーク（英語版）
  - 1845年のデンマーク（英語版） 1846年のデンマーク（英語版） 1847年のデンマーク（英語版） 1848年のデンマーク（英語版） 1849年のデンマーク（英語版）
- 1850年代
  - 1850年のデンマーク（英語版） 1851年のデンマーク（英語版） 1852年のデンマーク（英語版） 1853年のデンマーク（英語版） 1854年のデンマーク（英語版）
  - 1855年のデンマーク（英語版） 1856年のデンマーク（英語版） 1857年のデンマーク（英語版） 1858年のデンマーク（英語版） 1859年のデンマーク（英語版）
- 1860年代
  - 1860年のデンマーク（英語版） 1861年のデンマーク（英語版） 1862年のデンマーク（英語版） 1863年のデンマーク（英語版） 1864年のデンマーク（英語版）
  - 1865年のデンマーク（英語版） 1866年のデンマーク（英語版） 1867年のデンマーク（英語版） 1868年のデンマーク（英語版） 1869年のデンマーク（英語版）
- 1870年代
  - 1870年のデンマーク（英語版） 1871年のデンマーク（英語版） 1872年のデンマーク（英語版） 1873年のデンマーク（英語版） 1874年のデンマーク（英語版）
  - 1875年のデンマーク（英語版） 1876年のデンマーク（英語版） 1877年のデンマーク（英語版） 1878年のデンマーク（英語版） 1879年のデンマーク（英語版）
- 1880年代
  - 1880年のデンマーク（英語版） 1881年のデンマーク（英語版） 1882年のデンマーク（英語版） 1883年のデンマーク（英語版） 1884年のデンマーク（英語版）
  - 1885年のデンマーク（英語版） 1886年のデンマーク（英語版） 1887年のデンマーク（英語版） 1888年のデンマーク（英語版） 1889年のデンマーク（英語版）
- 1890年代
  - 1890年のデンマーク（英語版） 1891年のデンマーク（英語版） 1892年のデンマーク（英語版） 1893年のデンマーク（英語版） 1894年のデンマーク（英語版）
  - 1895年のデンマーク（英語版） 1896年のデンマーク（英語版） 1897年のデンマーク（英語版） 1898年のデンマーク（英語版） 1899年のデンマーク（英語版）
- 1900年代
  - 1900年のデンマーク（英語版）

### 20世紀
- 1900年代
  - 1901年のデンマーク（英語版） 1902年のデンマーク（英語版） 1903年のデンマーク（英語版） 1904年のデンマーク（英語版）
  - 1905年のデンマーク（英語版） 1906年のデンマーク（英語版） 1907年のデンマーク（英語版） 1908年のデンマーク（英語版） 1909年のデンマーク（英語版）
- 1910年代
  - 1910年のデンマーク（英語版） 1911年のデンマーク（英語版） 1912年のデンマーク（英語版） 1913年のデンマーク（英語版） 1914年のデンマーク（英語版）
  - 1915年のデンマーク（英語版） 1916年のデンマーク（英語版） 1917年のデンマーク（英語版） 1918年のデンマーク（英語版） 1919年のデンマーク（英語版）
- 1920年代
  - 1920年のデンマーク（英語版） 1921年のデンマーク（英語版） 1922年のデンマーク（英語版） 1923年のデンマーク（英語版） 1924年のデンマーク（英語版）
  - 1925年のデンマーク（英語版） 1926年のデンマーク（英語版） 1927年のデンマーク（英語版） 1928年のデンマーク（英語版） 1929年のデンマーク（英語版）
- 1930年代
  - 1930年のデンマーク（英語版） 1931年のデンマーク（英語版） 1932年のデンマーク（英語版） 1933年のデンマーク（英語版） 1934年のデンマーク（英語版）
  - 1935年のデンマーク（英語版） 1936年のデンマーク（英語版） 1937年のデンマーク（英語版） 1938年のデンマーク（英語版） 1939年のデンマーク（英語版）
- 1940年代
  - 1940年のデンマーク（英語版） 1941年のデンマーク（英語版） 1942年のデンマーク（英語版） 1943年のデンマーク（英語版） 1944年のデンマーク（英語版）
  - 1945年のデンマーク（英語版） 1946年のデンマーク（英語版） 1947年のデンマーク（英語版） 1948年のデンマーク（英語版） 1949年のデンマーク（英語版）
- 1950年代
  - 1950年のデンマーク（英語版） 1951年のデンマーク（英語版） 1952年のデンマーク（英語版） 1953年のデンマーク（英語版） 1954年のデンマーク（英語版）
  - 1955年のデンマーク（英語版） 1956年のデンマーク（英語版） 1957年のデンマーク（英語版） 1958年のデンマーク（英語版） 1959年のデンマーク（英語版）
- 1960年代
  - 1960年のデンマーク（英語版） 1961年のデンマーク（英語版） 1962年のデンマーク（英語版） 1963年のデンマーク（英語版） 1964年のデンマーク（英語版）
  - 1965年のデンマーク（英語版） 1966年のデンマーク（英語版） 1967年のデンマーク（英語版） 1968年のデンマーク（英語版） 1969年のデンマーク（英語版）
- 1970年代
  - 1970年のデンマーク（英語版） 1971年のデンマーク（英語版） 1972年のデンマーク（英語版） 1973年のデンマーク（英語版） 1974年のデンマーク（英語版）
  - 1975年のデンマーク（英語版） 1976年のデンマーク（英語版） 1977年のデンマーク（英語版） 1978年のデンマーク（英語版） 1979年のデンマーク（英語版）
- 1980年代
  - 1980年のデンマーク（英語版） 1981年のデンマーク（英語版） 1982年のデンマーク（英語版） 1983年のデンマーク（英語版） 1984年のデンマーク（英語版）
  - 1985年のデンマーク（英語版） 1986年のデンマーク（英語版） 1987年のデンマーク（英語版） 1988年のデンマーク（英語版） 1989年のデンマーク（英語版）
- 1990年代
  - 1990年のデンマーク（英語版） 1991年のデンマーク（英語版） 1992年のデンマーク（英語版） 1993年のデンマーク（英語版） 1994年のデンマーク（英語版）
  - 1995年のデンマーク（英語版） 1996年のデンマーク（英語版） 1997年のデンマーク（英語版） 1998年のデンマーク（英語版） 1999年のデンマーク（英語版）
- 2000年代
  - 2000年のデンマーク（英語版）

### 21世紀
- 2000年代
  - 2001年のデンマーク（英語版） 2002年のデンマーク（英語版） 2003年のデンマーク（英語版） 2004年のデンマーク（英語版）
  - 2005年のデンマーク（英語版） 2006年のデンマーク（英語版） 2007年のデンマーク（英語版） 2008年のデンマーク（英語版） 2009年のデンマーク（英語版）
- 2010年代
  - 2010年のデンマーク（英語版） 2011年のデンマーク（英語版） 2012年のデンマーク（英語版） 2013年のデンマーク（英語版） 2014年のデンマーク（英語版）
  - 2015年のデンマーク（英語版） 2016年のデンマーク（英語版） 2017年のデンマーク（英語版） 2018年のデンマーク（英語版） 2019年のデンマーク（英語版）
- 2020年代
  - 2020年のデンマーク（英語版）

## 文化と芸術

### テレビ放送
- List of years in Danish television（英語版）